# Donald Ryder Dickey
Donald Ryder Dickey (Dubuque, 31 marzo 1887 – Pasadena, 15 aprile 1932) è stato un ornitologo statunitense.
Fotografo naturalista, raccolse circa 50 000 esemplari e produsse 7 500 fotografie di soggetti della natura. Quando morì, la sua collezione di esemplari di uccelli e mammiferi era la più grande collezione privata degli Stati Uniti d'America.

## Biografia
Donald Ryder Dickey nacque il 31 marzo 1887 a Dubuque, Iowa, figlio di Anna Roberts Ryder e Ernest May Dickey (sovrintendente della Diamond Joe Steamship Line). Nel 1902, Dickey e sua madre, anche lei un'appassionata naturalista, si unirono a un gruppo del Sierra Club per un'escursione sul King's River Cañon e per scalare il Monte Whitney. Tra gli altri, bel gruppo erano presenti John Muir, C. Hart Merriam, il dottor Henry Gannett, lo storico Theodore Hittell e l'artista paesaggista William Keith.
Dickey entrò all'Università della California nel 1906, ma si laureò (con lode) alla Yale University nel 1910. Negli anni dell'università fu membro della Psi Upsilon, Elihu e della Phi Beta Kappa. Era attivo in società musicali (degli University and Apollo Glee Clubs e del coro del College)  ed era capitano della University Gun Team. Durante il suo ultimo anno a Yale, Dickey soffrì di una grave insufficienza cardiaca; recuperò lentamente la salute durante una convalescenza di tre anni, vivendo per un periodo prima a Ojai  e poi a casa dei suoi genitori a Pasadena.
Dickey sposò Florence Van Vechten il 15 giugno 1921 e divenne attivo nella comunità e negli affari, servendo come amministratore fiduciario del Southwest Museum, a Los Angeles (1920–1928) e presidente del consiglio di amministrazione del Pasadena Hospital (1924–1925), fu inoltre direttore della filiale di Pasadena della Pacific Southwest Trust & Savings Bank (1924–29).

## Ricerche sul campo

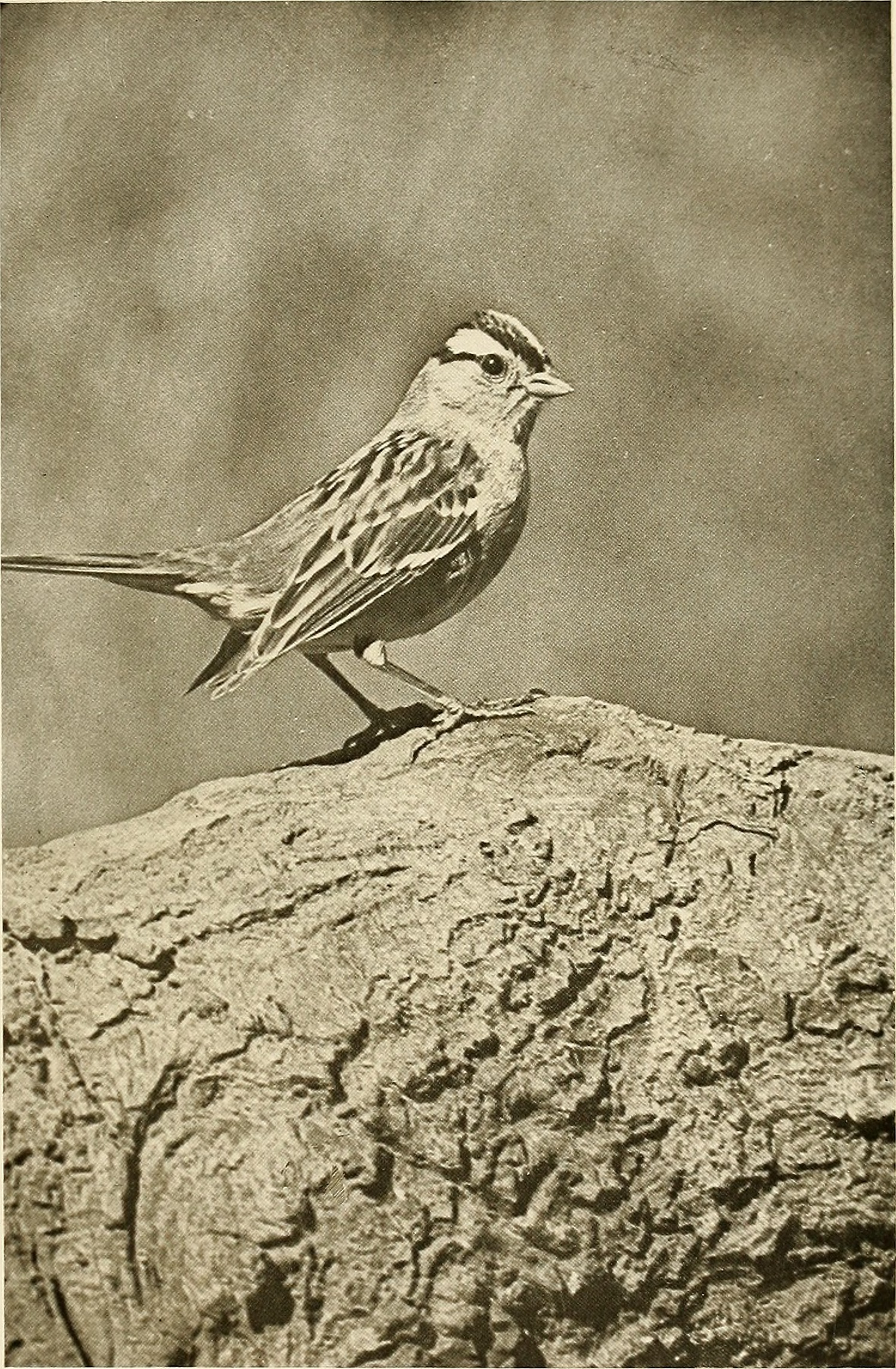
Passero di Gambel su un tronco. Da una fotografia di D.R. Dickey. Scattata nel 1914 a Pasadena. Da The Birds of California (1923).

Dopo aver recuperato la salute, Dickey iniziò ad approfondire il suo interesse per la storia naturale fotografando e collezionando uccelli e piccoli mammiferi. Decise quindi di avere come obiettivo il formare la più grande raccolta di esemplari della fauna della California meridionale.
Le sue ricerche sul campo inclusero una spedizione del 1915 all'isola di San Clemente, sette estati in Canada, la spedizione Tanager sponsorizzata dallo Smithsonian nel 1923 all'isola di Laysan alle Hawaii per studiarne le colonie di uccelli marini e altri viaggi in Baja California, Michigan settentrionale, New Brunswick, Terranova e El Salvador. Tra i suoi assistenti sul campo e collaboratori vi furono Adriaan Joseph van Rossem, Laurence M. Huey, Ruben Arthur Stirton, George A. Stirton, William Henry Burt, Henry Hargrave Sheldon e John Zoeger. Nel 1925 gli fu conferito un M.A. onorario dall'Occidental College, e dal 1926 fu Research Associate in Vertebrate Zoology presso il California Institute of Technology. Fu membro dell'American Ornithologists' Union, della Cooper Ornithological Society (di cui fu governatore dal 1926 fino alla sua morte) e dell'American Association for the Advancement of Science. Dickey ricevette postuma la medaglia Brewster nel 1941 dall'American Ornithologists' Union, condividendo l'onore con A.J. van Rossem grazie alla loro monografia del 1938 "Birds of El Salvador"."
La collezione di Dickey di uccelli e mammiferi arrivò a comprendere 50.000 esemplari, 10.000 libri e documenti di storia naturale e 7.500 fotografie. Nel 1926, Caltech fornì Throop Hall per ospitare la crescente collezione. Nel 1940, la vedova di Dickey donò la collezione all'Università della California a Los Angeles.
Dickey morì il 15 aprile 1932 a Pasadena, in California.

## Fotografia
La produzione di foto naturalistiche di Dickey fu ampia e molto stimata. Le sue fotografie furono ristampate nei libri The Birds of California di William Leon Dawson (1873–1928) e Life Histories of North American Birds di Arthur Cleveland Bent (1866–1954).